# Franko B
Franko B (ur. 1960 w Mediolanie) – malarz, performer, rysownik, rzeźbiarz pochodzenia włoskiego. Od 1979 roku mieszka i pracuje w Londynie.
Głównym, lecz nie wyłącznym elementem wystąpień Franko B jest jego krew. Jedna z jego najbardziej znanych akcji I miss you (2000), realizowana wielokrotnie, polegała na jego spacerze po stworzonym z białych płócien wybiegu oświetlonym punktowym światłem. W tle słychać muzykę o charakterze mantry. Performer przechodzi po płótnach w tę i z powrotem całkowicie nagi a jego całe ciało jest pokryte białym pudrem. Krew spływa mu z rąk pozostawiając wyraźny ślad na białym wybiegu. Później układa ręce na klatce piersiowej tworząc abstrakcyjny wzór z krwi na swoim ciele. Używa białego materiału, po którym chodził do wytarcia swojego ciała, po czym wychodzi zabierając płótna.

## Akcje
- Aktion 398
- I miss you
- Becouse the Man
- Oh Lover Boy
- Still life
- Don’t leave me this way
- I’m thinking of you